# Adelobotrys antioquiensis
Adelobotrys antioquiensis är en tvåhjärtbladig växtart som beskrevs av John Julius Wurdack. Adelobotrys antioquiensis ingår i släktet Adelobotrys och familjen Melastomataceae. Inga underarter finns listade i Catalogue of Life.